# 明治天皇御駐輦碑

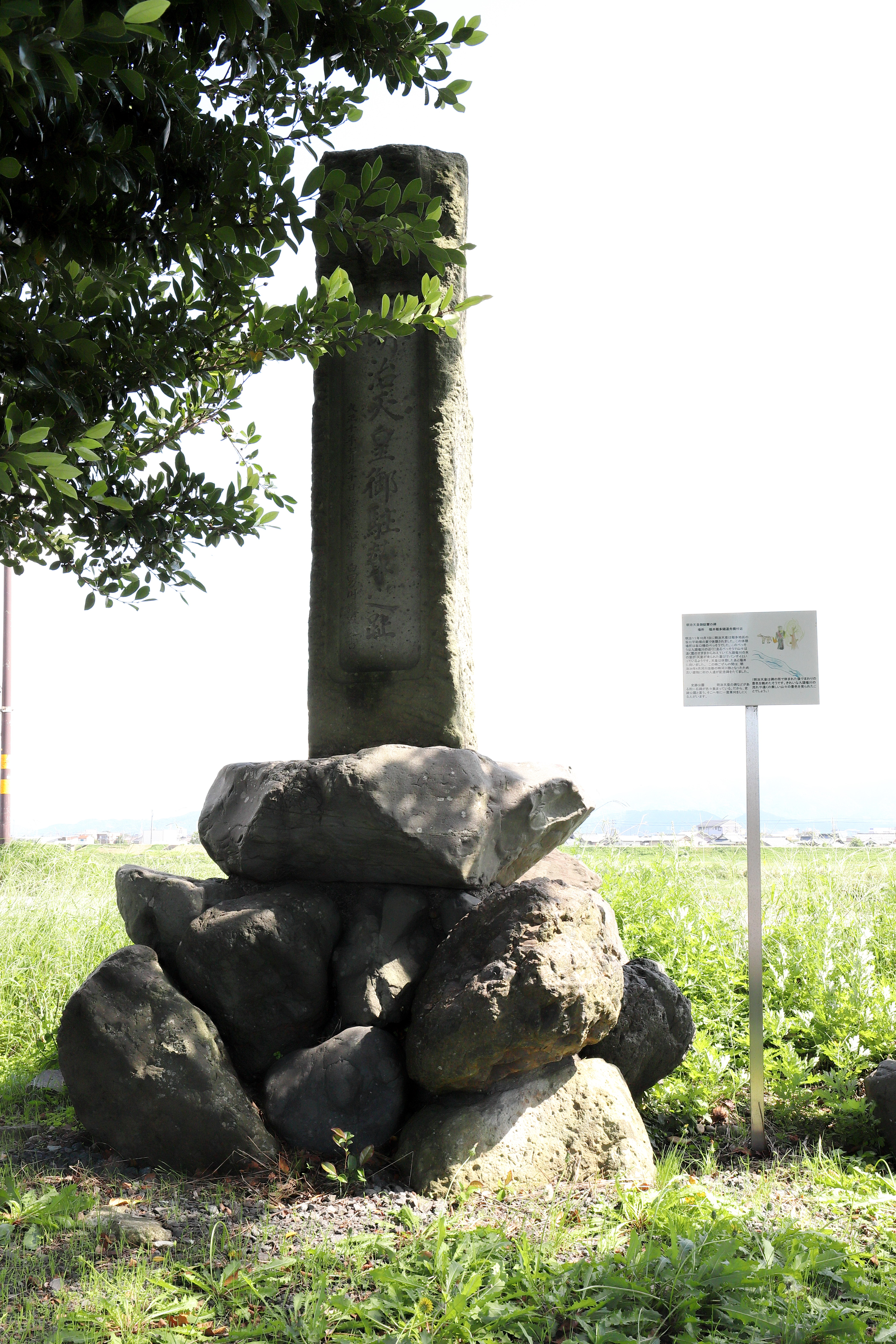
明治天皇御駐輦碑

明治天皇御駐輦碑（めいじてんのうごちゅうれんひ）は、福井県福井市稲多元町にある石碑である。

## 概要
1921年（大正10年）建立時の記録によると、1879年10月7日、明治天皇は稲多区の元加賀藩本陣坂口平助方で御小休。御座所は九頭竜川に架け出した浄室で山姿水明の処にあった。30分余り御休息の後、木造の橋を渡られ福井へ向われた。
御座の間は1902年（明治34年）に河川改修のとき河川敷となった為、村人が旧蹟に往事を偲び、記念碑を建て顕彰した。揮毫は当時の福井県知事白男川譲介。